# Rudolf-Hildebrand-Schule Markkleeberg
Die Rudolf-Hildebrand-Schule ist ein Gymnasium in der sächsischen Stadt Markkleeberg. Neben einem mathematisch-naturwissenschaftlichen und einem gesellschaftswissenschaftlichen Profil bietet die Schule als Gymnasium mit vertiefter Ausbildung eine musische Intensivausbildung an. Für Schüler der musischen Vertiefungsrichtung steht ein schuleigenes Internat zur Verfügung.

## Geschichte
Am 7. April 1924 wurde im Leipziger Stadtteil Connewitz die „Staatliche Oberschule für Mädchen“ eröffnet, die zunächst in gemieteten Räumen und einem Notgebäude untergebracht war. 1930 zog die Schule in ein eigenes Gebäude, 1931 wurde die Schule nach dem Germanisten Rudolf Hildebrand benannt. In den folgenden Jahren wurde die Schule in eine sechsstufige höhere Mädchenschule umgewandelt, außerdem wurde ein größeres Schulareal errichtet. Während der Luftangriffe auf Leipzig am 4. Dezember 1943 wurde die Schule komplett zerstört.
Das Schulwesen wurde daraufhin in das benachbarte Markkleeberg verlegt. Nach einigen Jahren in provisorischen Quartieren erfolgte 1947 die Eröffnung der „Vereinten Grund- und Oberschule für Knaben und Mädchen“ in Markkleeberg-Mitte, die 1948 wieder den Namen „Rudolf-Hildebrand-Schule“ erhielt. Das schuleigene Internat wurde 1950 eröffnet. In den Zeiten der DDR wurde die Schule in die „Grundschule Markkleeberg-Mitte“ und die „Rudolf-Hildebrand-Oberschule“ unterteilt. Seit 1976 werden musikalische Spezialklassen mit der Hauptausrichtung auf Chormusik angeboten.
Nach der Wende wurde die Schule nach Markkleeberg-West verlegt, 1992 erfolgte die Umstrukturierung zu einem Gymnasium mit vertiefter Ausbildung. Aufgrund steigender Schülerzahlen wurden in den 1990er Jahren mehrere Schulerweiterungen vorgenommen. Das heutige Gebäude am Ostufer des Cospudener Sees wurde 2004 eröffnet, das Internat wurde im Jahr 2007 umfassend renoviert.

## Projekte
Der Chor der Rudolf-Hildebrand-Schule gilt als einer der renommiertesten Jugendchöre in Deutschland und wurde sowohl auf nationalen, als auch auf internationalen Veranstaltungen mehrfach ausgezeichnet.
Die AG Spurensuche beschäftigt sich mit der Geschichte Markkleebergs zur Zeit des Nationalsozialismus. Die Arbeitsgemeinschaft übersetzte das Buch Snow flowers der Holocaust-Überlebenden Zahava Szász Stessel ins Deutsche und vertreibt es gemeinsam mit der Stadtverwaltung Markkleeberg. Im Jahr 2017 wurden nach dreijährigen Recherchen der Gruppe sieben Stolpersteine in der Stadt verlegt.

## Auszeichnungen
- 2017 erhielt die Rudolf-Hildebrand-Schule als eine von zehn sächsischen Schulen den Titel „Sportfreundliche Schule“.[5]
- Die Arbeitsgemeinschaft Spurensuche wurde 2017 mit dem Sächsischen Bürgerpreis ausgezeichnet.[6]
- 2021 erhielt die Rudolf-Hildebrand-Schule den Titel „Schule ohne Rassismus Schule mit Courage“

## Partnerschulen
Die Rudolf-Hildebrand-Schule unterhält Partnerschaften zur Roncalli High School in Indianapolis in den USA, zur RSG Noord Oost-Veluwe in Epe in den Niederlanden sowie zur Lycee General et Technologique „Camille Corot“ in Morestel in Frankreich.

## Ehemalige Lehrer
- Fritz Reuter (1896–1963), Musikwissenschaftler, Musikerzieher, Komponist und Kapellmeister
- Karsten Schütze (* 1966). Lehrer und Kommunalpolitiker (seit 2013 Oberbürgermeister von Markkleeberg)
- David Käbisch (1975–2024), Studienreferendar